# Benin ai Giochi della XXXI Olimpiade
Il Benin ha partecipato ai Giochi della XXXI Olimpiade di Rio de Janeiro, Brasile, svolti dal 5 al 21 agosto 2016, con una delegazione di 6 atleti impegnati in 4 discipline. Portabandiera alla cerimonia di apertura è stato lo schermidore Yémi Apithy.
Si è trattato dell'undicesima partecipazione di questo paese ai Giochi. Come nelle precedenti edizioni, non è stata conquistata nessuna medaglia. La prestazione più significativa della delegazione può essere considerata quella della trentenne Noélie Yarigo che, dopo aver superato il primo turno degli 800 metri con il quinto tempo totale, ha ottenuto il tredicesimo tempo nella semifinale della specialità.

## Risultati

### Atletica leggera
Gare maschili
| Atleta      | Gara  | Batterie | Batterie | Semifinali      | Semifinali      | Finale          | Finale          |
| Atleta      | Gara  | Tempo    | Pos.     | Tempo           | Pos.            | Tempo           | Pos.            |
| ----------- | ----- | -------- | -------- | --------------- | --------------- | --------------- | --------------- |
| Didier Kiki | 200 m | 22"27    | 7º       | Non qualificato | Non qualificato | Non qualificato | Non qualificato |

Gare femminili
| Atleta        | Gara  | Batterie | Batterie | Semifinali | Semifinali | Finale          | Finale          |
| Atleta        | Gara  | Tempo    | Pos.     | Tempo      | Pos.       | Tempo           | Pos.            |
| ------------- | ----- | -------- | -------- | ---------- | ---------- | --------------- | --------------- |
| Noélie Yarigo | 800 m | 1'59"12  | 4        | 1'59"78    | 5º         | Non qualificata | Non qualificata |

### Nuoto
Maschile
| Atleta       | Evento            | Batterie | Batterie  | Semifinali      | Semifinali      | Finale          | Finale          |
| Atleta       | Evento            | Tempo    | Posizione | Tempo           | Posizione       | Tempo           | Posizione       |
| ------------ | ----------------- | -------- | --------- | --------------- | --------------- | --------------- | --------------- |
| Jules Bessan | 50 m stile libero | 27"32    | 77º       | Non qualificato | Non qualificato | Non qualificato | Non qualificato |

Gare femminili
| Atleta         | Evento            | Batterie | Batterie  | Semifinali      | Semifinali      | Finale          | Finale          |
| Atleta         | Evento            | Tempo    | Posizione | Tempo           | Posizione       | Tempo           | Posizione       |
| -------------- | ----------------- | -------- | --------- | --------------- | --------------- | --------------- | --------------- |
| Laraïba Seibou | 50 m stile libero | 33"01    | 77º       | Non qualificata | Non qualificata | Non qualificata | Non qualificata |

### Judo
Maschile
| Atleta             | Evento | Preliminari          | 16-esimi                 | Ottavi                    | Quarti               | Semifinali           | Ripescaggio          | Med. bronzo          | Finale               | Posizione       |
| Atleta             | Evento | Avversario Risultato | Avversario Risultato     | Avversario Risultato      | Avversario Risultato | Avversario Risultato | Avversario Risultato | Avversario Risultato | Avversario Risultato | Posizione       |
| ------------------ | ------ | -------------------- | ------------------------ | ------------------------- | -------------------- | -------------------- | -------------------- | -------------------- | -------------------- | --------------- |
| Celtus Dossou Yovo | −90 kg | Bye                  | Dias (POR) V (0100-0001) | Nyman (SWE) P (0000-0100) | non qualificato      | non qualificato      | non qualificato      | non qualificato      | non qualificato      | non qualificato |

### Scherma
Maschile
| Atleta      | Evento               | Trentaduesimi             | Sedicesimi           | Ottavi di finale     | Quarti di finale     | Semifinali           | Finale               | Pos.            |
| Atleta      | Evento               | Avversario Risultato      | Avversario Risultato | Avversario Risultato | Avversario Risultato | Avversario Risultato | Avversario Risultato | Pos.            |
| ----------- | -------------------- | ------------------------- | -------------------- | -------------------- | -------------------- | -------------------- | -------------------- | --------------- |
| Yémi Apithy | Sciabola individuale | M. Hartung (GER) P (9-15) | non qualificato      | non qualificato      | non qualificato      | non qualificato      | non qualificato      | non qualificato |